# Street Scene (opéra)
Pour les articles homonymes, voir Street Scene.
Street Scene (en anglais : « Scène de la rue ») est un opéra en deux actes écrit par Kurt Weill, sur des paroles de Langston Hughes basées sur la pièce de théâtre Street Scene d'Elmer Rice, laquelle reçut en 1929 le Prix Pulitzer dans la catégorie Théâtre. L'opéra fut écrit en 1946, et la première eut lieu cette année-là à Philadelphie ; Weill fit ensuite des révisions à l'œuvre, et la version définitive fut créée à Broadway en 1947.
Weill appela Street Scene un « opéra américain », et même un « opéra de Broadway », ayant voulu y faire une synthèse de l'opéra traditionnel européen et de la comédie musicale américaine. Après la création à Broadway en 1947, Weill reçut le premier Tony Award de la meilleure partition originale. Street Scene n'a pourtant jamais été rejoué à Broadway, bien qu'il soit assez régulièrement produit ailleurs.
Musicalement et culturellement, voire dramatiquement, l'œuvre est à mi-chemin entre L'Opéra de quat'sous de Kurt Weill (1928) et West Side Story de Leonard Bernstein (1957).
La partition contient des airs et des ensembles dont certains, comme l'air d'Anna Maurrant Somehow I Never Could Believe et celui de Frank Maurrant Let Things Be Like They Always Was, ont des liens et des références au style de Giacomo Puccini. Elle contient aussi des influences de jazz et de blues, dans I Got a Marble and a Star et Lonely House. Parmi les morceaux dont le style est plus proche de celui de la comédie musicale de Broadway, on peut citer Wrapped In a Ribbon and Tied In a Bow, Wouldn't You Like To Be On Broadway? et Moon-faced, Starry-eyed, une longue séquence de chants et de danses.

## Contexte

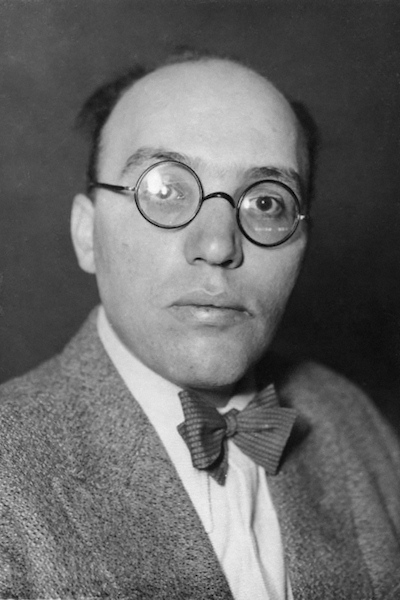
Kurt Weill, en 1932.

À la fin des années 1920 et au début des années 1930, Weill avait déjà commencé à utiliser des éléments de jazz américain et de chansons populaires dans ses opéras. Après son départ d’Allemagne en 1933, il travailla à Paris, puis en Angleterre, puis à partir de 1935 à New York. Il étudia la musique populaire et la musique de scène américaine, afin d’adapter plus avant sa musique aux styles de la musique de films, de la radio et de Broadway. Il s’efforça de trouver une nouvelle façon de créer un opéra américain qui puisse être un succès tant artistique que commercial.  Weill écrivit :
« J’ai le sentiment que nous pouvons et allons développer une forme dramatique et musicale dans ce pays (l’Amérique), mais je ne pense pas qu’on pourra l’appeler « opéra », ni qu’elle sera issue de l’opéra, qui est devenu une chose séparée du théâtre commercial, dépendant pour sa survie d’autres moyens que les seules recettes. Elle se développera à partir du théâtre américain – du « théâtre de Broadway », si vous voulez – et continuera à en faire partie. Au-dessus de toute autre chose, je veux prendre part à ce développement »
Weill cherchait à créer un théâtre musical « qui intégrerait le drame et la musique, la parole parlée, le chant et le mouvement. » Il écrivit en outre :
« Cette forme de théâtre possède une attraction particulière pour le compositeur, car elle lui permet d’utiliser une grande variété de langages musicaux, d’écrire de la musique à la fois sérieuse et légère, « opératique » et populaire, riche d’émotions et sophistiquée, orchestrale et vocale. Chaque spectacle de ce genre doit créer son propre style, sa propre texture, sa propre relation entre les mots et la musique, car la musique devient une véritable partie intégrante du spectacle : elle participe à l’approfondissement des émotions et clarifie la structure. »

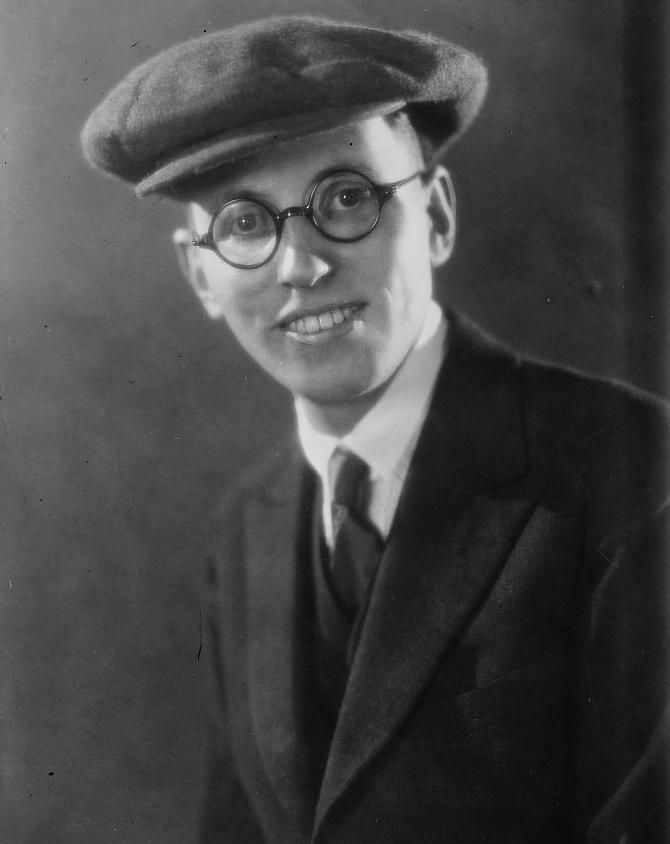
Elmer Rice, vers 1920.

Weill vit la pièce naturaliste de Rice en  1930 et voulut l’adapter. Il écrivit :
« C’est une histoire simple de la vie quotidienne dans une grande ville, une histoire d’amour et de passion, d’avidité et de mort. J’ai vu de grandes possibilités musicales dans sa structure théâtrale : la vie dans un immeuble, entre un soir et le lendemain après-midi.  Trouver la poésie inhérente à ces gens et mélanger ma musique avec le dur réalisme de la pièce m’a semblé un grand défi. »
En 1936, Weill rencontra Rice à New York et suggéra l’adaptation, mais Rice refusa.  Après le succès des œuvres de Weill Knickerbocker Holiday en 1938, Lady in the Dark en 1940, et One Touch of Venus en 1943, et après la composition par Weill de musique de scène pour la pièce de Rice Two on an Island en 1939, Weill demanda à nouveau, et Rice acquiesça.  Ensemble, ils choisirent le poète de la Renaissance de Harlem Langston Hughes pour, comme l’écrivit Weill, « élever le langage quotidien des gens en une poésie simple. ».
Afin de rendre la nouvelle œuvre plus réaliste, les collaborateurs utilisèrent des scènes de dialogue, parfois sous-tendus de musique. Pour créer une musique qui représente le mélange de personnages décrits dans la pièce de Rice, Weill se promena dans les faubourgs de New-York, regardant les enfants jouer et observant les habitants. Hughes emmena Weill dans des boîtes de nuit de Harlem pour écouter les langages les plus récents du jazz et du blues des noirs américains.  Hughes écrivit : « Les chansons qui en résultèrent furent composées dans une langue des noirs américains, mais un Allemand, ou tout autre personne, pourrait les chanter sans que cela semble étrange ou déplacé. »  Weill et de nombreux critiques ont considéré que la partition était son chef-d’œuvre.

## Histoire de la production
Après un essai à Philadelphie en 1946, Weill apporta des modifications, et la première de Street Scene dans sa version définitive fut créée au  Théâtre Adelphi de Broadway le 9 janvier 1947. La coûteuse production cessa après la 148e représentations, le 17 mai 1947. Elle était mise en scène par Charles Friedman, avec des chorégraphies de Anna Sokolow, et était produite par Dwight Deere Wiman et The Playwrights' Company (Maxwell Anderson, S.N. Behrman, Elmer Rice, Robert E. Sherwood, et Sidney Howard). Les décors et la lumière furent conçus par Jo Mielziner, et les costumes par Lucinda Ballard. L'orchestre était dirigé par Maurice Abravanel. Voir ci-dessous pour la distribution.
Weill reçut le premier Tony Award de la meilleure partition originale, et Ballard reçut le Tony Award de 1947 pour les meilleurs costumes - alors qu'il avait comme sérieuses concurrentes les comédies musicales Finian's Rainbow de Burton Lane et Brigadoon de Frederick Loewe.
Une production de l'English National Opera, au Coliseum Theatre de Londres, en 1989, a inclus Catherine Zeta-Jones dans le rôle de Mae Jones. 

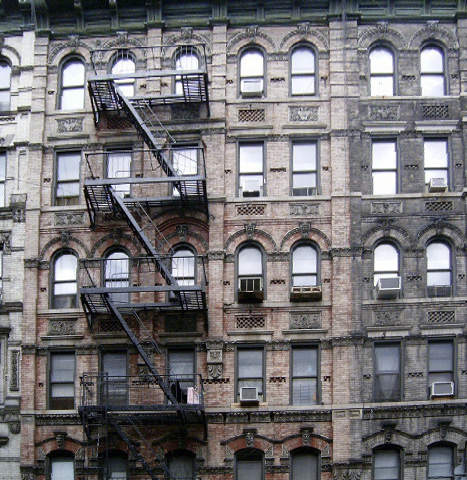
Immeuble d'habitation du Lower East Side.

## Argument
L'histoire se déroule devant un immeuble d'habitation de l'East Side de Manhattan, durant deux journées caniculaires de 1946. Elle se focalise autour de deux sujets : la relation entre Rose Maurrant et son voisin Sam Kaplan, et la relation extra-conjugale de Anna, la mère de Rose, relation qui est finalement découverte par Frank, l'irritable père de Rose. Le spectacle montre les relations, bavardages et chamailleries ordinaires des voisins, alors que les tensions grandissantes impliquant la famille Maurrant deviennent une tragédie de proportions épiques.

## Distribution
| Rôle                                                                  | Voix                     | Acteurs de la première, 9 janvier 1947 |
| --------------------------------------------------------------------- | ------------------------ | -------------------------------------- |
| La famille Maurrant                                                   |                          |                                        |
| Frank Maurrant, une brute violente et désagréable                     | baryton-basse            | Norman Cordon                          |
| Anna Maurrant, sa chaleureuse femme                                   | soprano dramatique       | Polyna Stoska                          |
| Rose Maurrant, leur fille adolescente                                 | soprano lyrique          | Anne Jeffreys                          |
| Willie Maurrant, leur petit garçon espiègle                           | enfant (rôle non chanté) | Peter Griffith                         |
| La famille Jones                                                      |                          |                                        |
| Emma Jones, une voisine pipelette                                     | mezzo-soprano            | Hope Emerson                           |
| George Jones, son mari alcoolique                                     | baryton                  | David E. Thomas                        |
| Mae Jones, leur fille adolescente, aux mœurs légères                  | mezzo-soprano            | Sheila Bond                            |
| Vincent Jones, son frère aîné, chauffeur de taxi un peu brute         | rôle parlé               | Robert Pierson                         |
| La famille Olsen                                                      |                          |                                        |
| Olga Olsen, une voisine suédoise                                      | contralto                | Ellen Repp                             |
| Carl Olsen, son mari                                                  | basse                    | Wilson Smith                           |
| Visiteurs                                                             |                          |                                        |
| Dick McGann, un prétendant de Mae Jones                               | baryton                  | Danny Daniels                          |
| Harry Easter, le patron louche de Rose Maurrant                       | baryton                  | Don Saxon                              |
| Steve Sankey, un laitier, ayant une relation avec Anna Maurrant       | rôle parlé               | Lauren Gilbert                         |
| Nurse n°1, une jeune nurse                                            | alto lyrique             | Peggy Turnley                          |
| Nurse n°2, une autre jeune nurse                                      | contralto                | Ellen Carleen                          |
| Dr. John Wilson, le docteur pour la femme enceinte de Daniel Buchanan | rôle parlé               | Edwin G. O'Connor                      |
| Officer Harry Murphy, un policier                                     | rôle parlé               | Norman Thomson                         |
| James Henry, un capitaine de police                                   | rôle parlé               | Randolphe Symonette                    |
| Fred Cullen, son assistant                                            | rôle parlé               | Paul Lily                              |
| Chauffeur d’ambulance, un chauffeur d’ambulance'                      | rôle parlé               |                                        |
| La famille Kaplan                                                     |                          |                                        |
| Abraham Kaplan, un vieil homme juif aux opinions gauchistes           | baryton                  | Irving Kaufman                         |
| Sam Kaplan, son doux petit-fils adolescent, amoureux de Rose Maurrant | ténor                    | Brian Sullivan                         |
| Shirley Kaplan, son frère aîné, une maîtresse d’école                 | rôle parlé               | Norma Chambers                         |
| La famille Fiorentino                                                 |                          |                                        |
| Greta Fiorentino, une voisine allemande                               | soprano colorature       | Helen Arden                            |
| Lippo Fiorentino, son fougueux mari italien                           | ténor                    | Sydney Rainer                          |
| La famille Hildebrand                                                 |                          |                                        |
| Laura Hildebrand, une mère célibataire se débattant                   | rôle parlé               | Elen Lane                              |
| Jennie Hildebrand, sa fille adolescente                               | mezzo-soprano            | Beverly Janis                          |
| Charlie Hildebrand, son petit garçon                                  | enfant                   | Bennett Burrill                        |
| Mary Hildebrand, sa petite fille                                      | enfant                   | Juliana Gallagher                      |
| Autres résidents                                                      |                          |                                        |
| Daniel Buchanan, un voisin nerveux                                    | ténor                    | Remo Lota                              |
| Henry Davis, le concierge                                             | baryton                  | Creighton Thompson                     |
| Grace Davis, sa petite fille                                          | enfant                   | Helen Ferguson                         |

## Liste des airs
| Acte 1 - Ain't It Awful, The Heat? - Greta Fiorentino, Emma Jones, Olga et Carl Olsen, Abraham Kaplan - I Got A Marble And A Star - Henry Davis - Get A Load Of That - Emma Jones, Greta Fiorentino, Olga Olsen - When A Woman Has A Baby - Daniel Buchanan, Greta Fiorentino, Emma Jones, Anna Maurrant - She Shouldn't Be Staying Out Nights - Frank et Anna Maurrant, Greta Fiorentino - Somehow I Never Could Believe - Anna Maurrant - Whatcha Think Of That? - Emma et George Jones, Carl Olsen, Greta Fiorentino - Ice Cream Sextet - Lippo et Greta Fiorentino, Carl et Olga Olsen, George Jones, Henry Davis - Let Things Be Like They Always Was - Frank Maurrant - Wrapped In A Ribbon And Tied In A Bow - Jennie Hildebrand, Ensemble - Lonely House - Sam Kaplan - Wouldn't You Like To Be On Broadway? - Harry Easter - What Good Would The Moon Be? - Rose Maurrant - Moon-faced, Starry-eyed - Dick McGann, Mae Jones - Remember That I Care - Sam Kaplan, Rose Maurrant - I Got A Marble And A Star (reprise) - Henry Davis | Acte 2 - Catch Me If You Can - Charlie and Mary Hildebrand, Willie Maurrant, Grace Davis, enfants - There'll Be Trouble - Frank, Rose et Anna Maurrant - A Boy Like You - Anna Maurrant - We'll Go Away Together - Rose Maurrant, Sam Kaplan - The Woman Who Lived Up There - Ensemble - Lullaby - Infirmière n°1, infirmière n°2 - I Loved Her, Too - Frank et Rose Maurrant, Ensemble - Don't Forget The Lilac Bush - Sam Kaplan, Rose Maurrant - Ain't It Awful, The Heat? (reprise) - Greta Fiorentino, Emma Jones, Olga Olsen, Abraham Kaplan |

### Sources
- Drew, David. Kurt Weill: A Handbook (1987) Berkeley, Los Angeles, University of California Press.  (ISBN 0-520-05839-9).
- Sanders, Ronald. The Days Grow Short: The Life and Music of Kurt Weill (1980) London: Weidenfeld and Nicolson.
- Schebera, Jürgen.  Kurt Weill: an illustrated life (1995) Yale University Press   (ISBN 0-300-07284-8).
- Taylor, Ronald. Kurt Weill: Composer in a Divided World (1991) Boston: Northeastern University Press.